# The Ride (Album)
The Ride ist das sechste Studioalbum der portugiesisch-kanadischen Pop-Sängerin Nelly Furtado. Es erschien am 31. März 2017 über ihr eigenes Label Nelstar Entertainment. Es ist ihre erste Veröffentlichung seit dem Album The Spirit Indestructible aus dem Jahr 2012. Die erste Single des Albums ist der Song Pipe Dreams, welcher am 15. November 2016 auf Soundcloud veröffentlicht wurde.

## Hintergrund
Der erste Song, der für das Album geschrieben wurde, war der Song Phoenix. Sie schrieb den Song mit Mark Taylor, welcher bereits damals das Lied Broken Strings (2008) mit ihr zusammen geschrieben hat. Im August 2014 traf Furtado John Congleton, mit dem sie als erstes das Lied Flatline schrieb. Die beiden schrieben den größten Teil der Lieder von dem Album.

## Cover
Das Cover des Albums wurde im Dezember 2016 veröffentlicht. Es zeigt Furtado mit einem Blumenstrauß in der Hand. Hinter ihr wird eine Holzplatte getragen. Am Rand befinden sich grüne Stellen und der Titel des Albums.

## Kritik
Bei Metacritic bekam das Album 64 von 100 möglichen Punkten und wurde im Allgemeinen gut bewertet.

## Titelliste
| #   | Titel             | Verfasser                                                                 | Länge |
| --- | ----------------- | ------------------------------------------------------------------------- | ----- |
| 1.  | Cold Hard Truth   | Nelly Furtado, John Congleton                                             | 2:54  |
| 2.  | Flatline          | Furtado, Congleton                                                        | 3:21  |
| 3.  | Carnival Games    | Furtado                                                                   | 4:17  |
| 4.  | Live              | Furtado, Congleton                                                        | 4:03  |
| 5.  | Paris Sun         | Furtado, Congleton                                                        | 3:29  |
| 6.  | Sticks and Stones | Furtado, Mark Taylor, Arlissa Joann Ruppert, Jamie Scott, Patrick Mascall | 3:34  |
| 7.  | Magic             | Furtado, Congleton                                                        | 4:02  |
| 8.  | Pipe Dreams       | Furtado, Congleton                                                        | 4:23  |
| 9.  | Palaces           | Furtado, Congleton                                                        | 3:31  |
| 10. | Tap Dancing       | Furtado, Natalie Hemby, Liz Rose                                          | 4:10  |
| 11. | Right Road        | Furtado, Congleton                                                        | 3:28  |
| 12. | Phoenix           | Furtado, Taylor, Paul Barry                                               | 4:25  |

Deluxe-Version (Vinyl)
| #   | Titel            | Verfasser                        | Länge |
| --- | ---------------- | -------------------------------- | ----- |
| 13. | Islands of Me    | Furtado, Congleton               | 3:42  |
| 14. | Bliss            | Furtado, Taylor, Barry           | 3:19  |
| 15. | Behind Your Back | Furtado, Congleton, Bobby Sparks | 3:47  |

## Chartplatzierungen
| ChartsChartplatzierungen | Höchstplatzierung | Wochen |
| ------------------------ | ----------------- | ------ |
| Deutschland (GfK)        | 65 (1 Wo.)        | 1      |
| Kanada (MC)              | 76 (1 Wo.)        | 1      |
| Schweiz (IFPI)           | 41 (1 Wo.)        | 1      |